# گو ایتو
گو ایتو (انگلیسی: Go Ito؛ زادهٔ ۲۳ مارس ۱۹۹۴) بازیکن فوتبال اهل ژاپن است.